# Swetlana Wiktorowna Babanina
Swetlana Wiktorowna Babanina (russisch Светлана Викторовна Бабанина; * 4. Februar 1943 in Tambow, Sowjetunion) ist eine russische Schwimmerin, die für die Sowjetunion startete.

## Sportliche Karriere
Swetlana Babanina gewann am 12. Oktober 1964 bei den Olympischen Sommerspielen in Tokio mit 2:48,6 Minuten eine Bronzemedaille (200 m Brust) hinter Galina Stepanowa (UdSSR) und Claudia Kolb (USA) und am 18. Oktober 1964 eine weitere Bronzemedaille mit dem sowjetischen Team im Wettbewerb 4 × 100 m Lagen.
Vier Jahre später belegte Babanina bei den Olympischen Sommerspielen in Mexiko-Stadt Platz 6 bei 100 m Brust und Platz 7 bei 200 m Brust.
1962 und 1963 war Babanina sowjetische Meisterin bei 4 × 100 m Lagen und 1964 bei 100 m Brust. Zudem stellte sie zwei Weltrekorde auf: 1964 mit 1:17,2 und 1965 mit 1:16,5 (100 m Brust), die gleichzeitig auch Europarekorde waren.

## Persönliche Bestzeiten
- 100 m Brust – 1:16,5 (1965)
- 200 m Brust – 2:47,2 (1964)
- 400 m Lagen – 5:40,5 (1965)

## Auszeichnungen
- Verdienter Meister des Sports der UdSSR (1964)[4]